# Marcus Printup

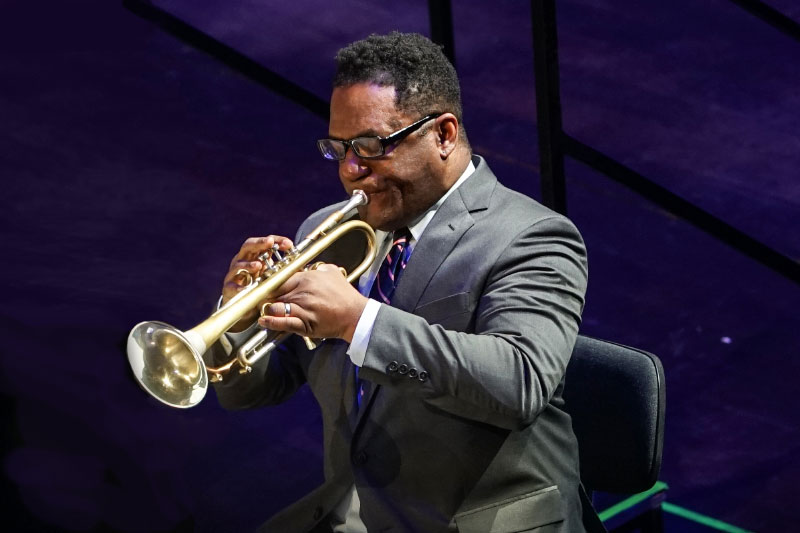
Marcus Printup, 2020

Marcus Printup (* 24. Januar 1967 in Conyers, Georgia) ist ein US-amerikanischer Jazztrompeter.

## Leben und Wirken
Printup sammelte frühe musikalische Erfahrungen im von seinen Eltern geleiteten Chor der heimischen Baptistengemeinde und dessen Begleitensemble. Er studierte zunächst Konzerttrompete an der Georgia State University, dann Jazz an der University of North Florida in Jacksonville. 1989 ging er mit der Disney All-American Marching Band auf Tournee. Bereits in der Endphase seines Studiums erhielt er angesehene Preise, so 1990 den als hervorragender Solist der Collegiate Jazz Competition und 1991 den des Thelonious Monk-Wettbewerbs. 1992 tourte er mit Marcus Roberts. Es folgten Aufnahmen mit Carl Allen und Tourneen mit Betty Carter.
1994 wurde er Mitglied des Lincoln Center Jazz Orchestra, mit dem er seitdem internationale Tourneen unternahm. Daneben arbeitete Printup auch mit eigenen Gruppen, mit denen er seine viel beachteten eigenen Alben Song for the Beautiful Woman (1994), Unveiled (1996), Nocturnal Traces (1998) und New Boogaloo (2002) einspielte. Weitere eigene Alben folgten. Mit Tim Hagans als Partner und Freddie Hubbard als Mentor und Produzent nahm er 1998 die Freddie Hubbard-Hommage Hubsongs (mit Benny Green, Peter Washington und Kenny Washington) auf. Er ist auch auf Alben von Madeleine Peyroux, Cyrus Chestnut, Wycliffe Gordon, Dianne Reeves, Wynton Marsalis, Diane Schuur oder Eric Reed zu hören.
Sein Geburtsort beging 2005 einen Marcus Printup Day. Printup ist mit der Harfenistin  Riza Printup (* 1972) verheiratet.

## Lexikalischer Eintrag
- Martin Kunzler: Jazz-Lexikon. Band 2: M–Z (= rororo-Sachbuch. Bd. 16513). 2. Auflage. Rowohlt, Reinbek bei Hamburg 2004, ISBN 3-499-16513-9.